# Quartier violent
Pour plus de détails, voir Fiche technique et Distribution.
Quartier violent (暴力街, Bōryoku gai) est un film japonais, sorti en 1974.

## Fiche technique
Sauf indication contraire, les informations mentionnées dans cette section peuvent être confirmées par la base de données cinématographiques IMDb,  présente dans la section « Liens externes ».
- Titre original : 暴力街 (Bōryoku gai?)
- Titre français : Quartier violent
- Réalisation : Hideo Gosha
- Scénario : Masahiro Kakefuda et Nobuaki Nakajima
- Direction artistique : Shūichirō Nakamura
- Décors : Toshihide Tajima
- Costumes : Sadako Miyashita
- Photographie : Yoshikazu Yamazawa
- Montage : Tomio Soda
- Musique : Masaru Satō
- Société de production : Tōei
- Pays de production :  Japon
- Langue originale : japonais
- Format : couleurs - 2,35:1 - son mono
- Genres : action, drame, policier
- Durée : 96 minutes[1]
- Date de sortie :
  - Japon : 13 avril 1974[1]

## Distribution
- Noboru Andō : Egawa
- Akira Kobayashi : Yazaki
- Isao Natsuyagi : Hama
- Bunta Sugawara : Gizagoro's dragon
- Tetsurō Tanba : Shimamura Kansai
- Asao Koike : Haruo Yoshii
- Hideo Murota : Mochizuki